# Philippe Violeau
Philippe Violeau (Niort, 19 settembre 1970) è un ex calciatore francese, di ruolo centrocampista.

## Palmarès

### Club

#### Competizioni nazionali
- Campionato francese: 3

Auxerre: 1995-1996
Olympique Lione: 2001-2002, 2002-2003
- Coppa di Francia: 3

Auxerre: 1993-1994, 1995-1996, 2004-2005
- Coppa di Lega francese: 1

Olympique Lione: 2000-2001
- Supercoppa francese: 2

Olympique Lione: 2002, 2003

#### Competizioni internazionali
- Coppa Intertoto UEFA: 1

Olympique Lione: 1997